# أوسكار خورخي
أوسكار خورخي هو محاسب قانوني معتمد وسياسي أرجنتيني، ولد في 14 يوليو 1936 في كليوفو ‏ في الأرجنتين. نشط حزبياً في Front for Victory ‏ والحزب العدلي. وقد انتخب حاكم لا بامبا ‏.